# Славута (село)
Славу́та —  село в Україні, у Віньковецькій селищній громаді Хмельницького району Хмельницької області. Населення становить 122 особи.

## Історія
7 (20) листопада 1917 року, відповідно до Третього Універсалу Української Центральної Ради, увійшло до складу Української Народної Республіки.
12 червня 2020 року, відповідно до розпорядження Кабінету Міністрів України № 727-р «Про визначення адміністративних центрів та затвердження територій територіальних громад Хмельницької області», увійшло до складу Віньковецької селищної громади.
19 липня 2020 року, після ліквідації Віньковецького району, село увійшло до Хмельницького району.

## Уродженці
Кондратюк Василь Іванович (* 1951) — заслужений художник України, голова Житомирського відділення Національної спілки художників України.